# Mystery Road: Origin
Mystery Road: Origin ist der Originaltitel einer australischen Kriminal-Fernsehserie, die 2022 mit einer 6-teiligen Staffel begonnen hat. Sie ist ein Prequel zur Fernsehserie Mystery Road – Verschwunden im Outback (2018–2020) und erzählt von dem indigenen Detective Jay Swan in der Zeit vor deren Handlung. Anders als in der ersten Fernsehserie, in der der Protagonist von Aaron Pedersen gespielt wurde, verkörpert hier Mark Coles Smith die Hauptfigur. Die im Januar 2024 auf Deutsch erscheinende erste Staffel von Mystery Road: Origin wird in deutschen Medien auch als dritte Staffel von Mystery Road – Verschwunden im Outback bezeichnet.

## Handlung
Jay Swan ermittelt in der Kleinstadt Jardine in einer Reihe von Einbruchsdiebstählen.

## Veröffentlichung
Die erste Staffel wurde auf Englisch vom australischen Fernsehsender ABC veröffentlicht. Am 3. Juli 2022 erschien sie zum Video-on-Demand auf dessen Mediathek ABC iView, ab demselben Tag wurde sie in wöchentlichem Rhythmus auch ausgestrahlt. Auf Deutsch ist die Staffel ab dem 4. Januar 2024 zum Abruf in der Arte-Mediathek verfügbar, am 11. und 18. Januar 2024 wird sie zudem im Abendprogramm von Arte gezeigt.

## Kritik
In der Online-Ausgabe der Zeitung The Guardian erhielt die erste Staffel eine Bewertung von vier von fünf möglichen Sternen.

## Auszeichnungen
Die erste Staffel wurde in 15 Kategorien für den AACTA Award 2022 nominiert. In sieben Kategorien wurde sie prämiert, darunter in der Kategorie Beste Dramaserie. Zudem gab es für die Staffel bei den AACTA International Awards 2023 zwei Preisgewinne, darunter ebenfalls als Beste Dramaserie.